# El Álamo, San Vicente Tancuayalab
El Álamo är en ort i Mexiko.   Den ligger i kommunen San Vicente Tancuayalab och delstaten San Luis Potosí, i den sydöstra delen av landet, 260 km norr om huvudstaden Mexico City. El Álamo ligger 40 meter över havet och antalet invånare är 590.
Terrängen runt El Álamo är platt. Runt El Álamo är det ganska glesbefolkat, med 34 invånare per kvadratkilometer. Närmaste större samhälle är San Vicente Tancuayalab, 3,9 km sydväst om El Álamo. Trakten runt El Álamo består till största delen av jordbruksmark.